# Chiro
Ichiro Takagi, poznatija kao Chiro Takashi ili samo Chiro, je glavni lik iz crtane serije Superrobotov majmunski tim, a glas mu je posuđen od Grega Cipesa.

## Lik

### Dob i izgled
Chiro na početku prve sezone ima 13 godina. U epizodi Man Called Kirkle navršio je 14. Prema nekima, Chiro izgleda kao da ima 9 ili 10 godina. Ta je mogućnost odbačena, a Chiro zasigurno ide u školu jer je pri povratku otkrio Superrobota i probudio majmune. Zapravo, ne spominje se da je Chiro ikad išao u školu, ali je u jednoj epizodi prikazan u školskoj uniformi. U seriji nikad nije išao u školu, jer su ga vjerojatno poučavali majmuni, najvjerojatnije Gibson. Chiro ima crnu kosu i plave oči. 

#### Život
Chiro je siroče koje su odgojili ljudi. Moguće je da je bio u domu, ali je vjerojatnije da su ga primili Valeenini roditelji. Naime, on ih naziva "mama" i "tata", a vlasnici su trgovine igračaka koja je također igraonica s video-igricama. Chiro naime voli igrati igre i zabavljati se u slobodno vrijeme. Zasigurno je išao u školu sve dok jednog dana nije otkrio Superrobota i probudio majmune te zauzeo Mandarinovo mjesto među njima. Otada upravlja Robotovim tijelom. Na kraju druge sezone, u epizodi I, Chiro Chiro je otkinuo tijelo Kralja Kostura od lubanje te ga bacio u Pakleni ponor. U Chiroa je ušao Antaurijev duh te se pretvorio u majmuna. Otišao je u prašumu gdje su majmuni stvoreni te je stvorio novo srebrno tijelo za Antaurija. Na kraju serije, u zadnjoj epizodi, Chiro predvodi grad Shuggazoom.

#### Teorije o roditeljima
Chirovi se biološki roditelji nikada ne spominju, a isto tako niti njegovo rođenje. Postoji slika koja ga prikazuje kao bebu umotanu u pokrivač, što podsjeća na ostavljeno dijete. Prepostavlja se da mu je majka umrla te nije posve sigurno tko mu je otac. Prema teoriji koja ima nekoliko dokaza, to je sam Kralj Kostura. Dok je još bio Alkemičar, Kralj Kostura je imao crnu kosu i plave oči u ljudskom obliku. To je Chiro naslijedio od njega. Također, sam Chiro je pronašao gomilu svojih igračaka u Utvrdi kosti, svemirskom brodu Kralja Kostura. Iako ima dokaza, teorija se opovrgava.